# Johañe Luro
Pas d'image ? Cliquez ici

a Compétitions nationales et continentales officielles uniquement.

Dernière mise à jour le 24 février 2012.
 Johañe Luro, né le 30 avril 1984, est un joueur de rugby à XV français qui évolue au poste de talonneur au sein de l'effectif du SA Mauléon.